# Demonax elongatus
Demonax elongatus là một loài bọ cánh cứng trong họ Cerambycidae.